# Girls on Fire
(Sottotitolo/tagline del film)
Girls on fire è un film pornografico statunitense del 1984 diretto da Jack Remy, con protagonisti Ginger Lynn, Jamie Gillis, John Holmes.

## Trama
Due imbranati agenti assicurativi fuggono da un gruppo di gangster dopo essere stati sorpresi a letto con la moglie di un boss.

## Distribuzione
- Coastline Films (1984) (USA) (cinema)
- Excalibur Films (1985) (USA) (VHS)
- Alpha Blue Archives (2008) (USA) (DVD)
- Distribuciones Filmicas (1987) (Spagna) (cinema)
- New Select (1989) (Giappone) (cinema)
- Caballero Control Corporation Home Video (CCC) (USA) (DVD)
- Excalibur Films (USA) (DVD)

## Riconoscimenti
- 1985: Premio XRCO a Kimberly Carson come Miglior attrice non protagonista (Best Supporting Actress)
- 1986: Premio AFAA a Murray Perlstein per la Miglior campagna pubblicitaria (Best Ad Campaign)